# Botanophila cuspidata
Botanophila cuspidata är en tvåvingeart som först beskrevs av Collin 1967.  Botanophila cuspidata ingår i släktet Botanophila och familjen blomsterflugor. Arten är reproducerande i Sverige. Inga underarter finns listade i Catalogue of Life.